# 田中和仁
田中 和仁（たなか かずひと、1985年〈昭和60年〉5月16日 - ）は、日本の体操選手。和歌山県出身。身長166cm。体重56kg。和歌山県立和歌山北高等学校、日本大学卒業。現役時代は徳洲会体操クラブ所属。現在は田中体操クラブ代表兼メインコーチ。妹の田中理恵（日本体育大学助教～田中体操クラブ特別コーチ）、弟の田中佑典（順天堂大学～コナミ～田中体操クラブ所属）も同じ体操選手である。妻・麻智子も日本大学出身の元体操選手で現在は田中体操クラブサブコーチ。得意種目は平行棒。

## 略歴
両親が体操選手だったことや、父親が指導者だったため競技の道に進む。2003年、高校生ながらボローニンカップのシニアの部に出場し、ロシアのアレクセイ・ネモフらと競い、種目別の鉄棒で3位入賞を果たす。2007年、ユニバーシアード団体の金メダル獲得に大きく貢献した。
2009年、全日本選手権男子個人総合で2位入賞を果たすと、NHK杯でも男子個人総合で2位入賞し、世界選手権代表に初めて選出された。同年10月、ロンドン（英国）で行われた世界選手権の個人種目別決勝の平行棒で銅メダルを獲得。個人総合でも4位と健闘した。
2010年6月、NHK杯で4位入賞を果たし、前年に続いての世界選手権代表入りを果たす。なお同大会で妹の理恵も4位に入賞し、日本体操界史上初の兄妹そろっての代表となった。本大会でも団体総合で銀メダルを獲得し、2大会連続でのメダル獲得となった。
2011年、3大会連続で世界選手権代表に選出。妹の理恵、弟の佑典と共に三兄弟で代表入りとなった。
2012年、全日本選手権とNHK杯の成績により、三兄弟でロンドンオリンピック代表入りを果たした。ロンドンオリンピックの団体総合では当初平行棒、鉄棒、床の3種目で演技予定だったが、山室光史が跳馬で骨折したため、急遽あん馬にも出場。平行棒、鉄棒では15点台の得点を出したが、床とあん馬で失敗。さらにあん馬最終演技者の内村航平にもミスが出て降り技の得点が認められず、一時は4位に転落したかと思われたが、日本の抗議により採点が見直され銀メダルを獲得した。個人総合は予選で内村、山室に次ぐチーム内3位であったため出場予定はなかったが、前述のとおり山室が故障したため代わって出場。4種目を終えた時点で1位の内村と0.128点差の2位につけ、メダル獲得圏内であったが、今大会鬼門の床とあん馬のミスで失速し、総合6位入賞に留まった。種目別では平行棒の決勝に予選2位の成績で進出、決勝では銅メダルにわずかに届かず総合4位に終わった。
2016年7月、オールラウンダーとして成績を残せなくなってきたこと、練習内容に不満・イライラを抱く自分がいたことなどを理由に、現役引退を発表。今後も体操に関わりながら、様々なことにチャレンジしていくとしている。
2021年3月、徳洲会を退職。
2021年11月1日、横浜市戸塚区に「田中体操クラブ」を設立。徳洲会時代の後輩で全日本種目別選手権跳馬優勝経験有す佐藤巧とともにメインコーチを務め、妻の麻智子もサブコーチとして、妹の理恵もスケジュールの合間を縫って特別コーチとして指導に当たる。2022年4月1日より弟の佑典も所属選手兼特別コーチとなり和仁らが支援する。